# Kanton Annemasse-Nord
Der Kanton Annemasse-Nord war von 1860 bis 2015 ein französischer Wahlkreis im Département Haute-Savoie und grenzt an den Kanton Genf. Er umfasste den nördlichen Teil der Stadt Annemasse und sieben weitere Gemeinden. Die landesweiten Änderungen in der Zusammensetzung der Kantone brachten im März 2015 seine Auflösung.

## Gemeinden
| Gemeinde       | Einwohner Jahr | Fläche km² | Bevölkerungsdichte | Code INSEE | Postleitzahl |
| -------------- | -------------- | ---------- | ------------------ | ---------- | ------------ |
| Ambilly        | 6092 (2013)    | 1,25       | 4874 Einw./km²     | 74008      | 74100        |
| Annemasse      | 34.261 (2013)  | 5,0        | 6852 Einw./km²     | 74012      | 74100        |
| Cranves-Sales  | 6292 (2013)    | 13,6       | 463 Einw./km²      | 74094      | 74380        |
| Juvigny        | 641 (2013)     | 2,7        | 237 Einw./km²      | 74145      | 74100        |
| Lucinges       | 1630 (2013)    | 7,7        | 212 Einw./km²      | 74153      | 74380        |
| Machilly       | 1015 (2013)    | 5,8        | 175 Einw./km²      | 74158      | 74140        |
| Saint-Cergues  | 3362 (2013)    | 12,6       | 267 Einw./km²      | 74229      | 74140        |
| Ville-la-Grand | 8351 (2013)    | 4,5        | 1856 Einw./km²     | 74305      | 74100        |

(Von Annemasse gehört nur ein Teilbereich zum Kanton)